# Nečice
Nečice (německy Netschitz) je malá vesnice, část obce Senožaty v okrese Pelhřimov. Nachází se asi 2 km na jihozápad od Senožat. Prochází zde silnice II/130. V roce 2009 zde bylo evidováno 15 adres. V roce 2001 zde trvale žilo 22 obyvatel.
Nečice je také název katastrálního území o rozloze 1,95 km2.